# Olympische Sommerspiele 1948/Teilnehmer (Polen)
| Gelbes Symbol für Goldmedaillen mit stilisierten Olympischen Ringen | Graues Symbol für Silbermedaillen mit stilisierten Olympischen Ringen | Braundes Symbol für Bronzemedaillen mit stilisierten Olympischen Ringen |
| ------------------------------------------------------------------- | --------------------------------------------------------------------- | ----------------------------------------------------------------------- |
| —                                                                   | —                                                                     | 1                                                                       |

Polen nahm an den Olympischen Sommerspielen 1948 in London mit einer Delegation von 37 Athleten (30 Männer und 7 Frauen) an 28 Wettkämpfen in fünf Wettbewerben teil.
Lediglich dem Boxer Aleksy Antkiewicz gelang mit Bronze im Federgewicht der Gewinn einer Medaille, die auch im Medaillenspiegel der Nationen gewertet wurde. Zbigniew Turski wurde für seine „Olympische Symphonie“ im Wettbewerb Orchestermusik zum Olympiasieger ernannt. Fahnenträger bei der Eröffnungsfeier war der Leichtathlet Mieczysław Łomowski.

## Teilnehmer nach Sportarten

### Boxen
- Janusz Kasperczak
- Wawrzyniec Bazarnik
- Aleksy Antkiewicz
Bronze  Federgewicht
- Zygmunt Chychła
- Antoni Kolczyński
- Franciszek Szymura

### Fechten
Männer
- Bolesław Banaś
- Antoni Sobik
- Teodor Zaczyk
- Jan Nawrocki
- Rajmund Karwicki
- Jerzy Wójcik

Frauen
- Irena Nawrocka

### Kanu
- Czesław Sobieraj
- Alfons Jeżewski
- Marian Matłotka

### Kunstwettbewerbe
- Eleuter Iwaszkiewicz
- Zbigniew Turski
Gold  Orchestermusik
- Grażyna Bacewicz
- Stanisław Wiechowicz
- Adam Marczyński
- Andrzej Jurkiewicz
- Henryk Tomaszewski
- Jerzy Januszkiewicz
- Franciszek Strynkiewicz
- Jerzy Bandura
- Helena Bukowska-Szlekys
- Maria Bujakowa
- Franciszek Strynkiewicz
- Jacek Żuławski
- Jan Ślusarczyk

### Leichtathletik
Männer
- Edward Adamczyk
- Witold Gerutto
- Mieczysław Łomowski

Frauen
- Henryka Słomczewska
- Melania Sinoracka
- Jadwiga Wajs